# 中時晩報
中時晩報（ちゅうじばんほう、略称は中晩）は1988年3月5日に台湾に於いて創刊された夕刊紙。中時報系に属し、一時は40数万部の発行部数を誇った。
台湾でケーブルテレビが誕生すると、広告がケーブルテレビに奪われたことで広告収入が減少、また台湾株式市場の低迷による不景気、インターネット新聞や24時間ニュースチャンネルの誕生により読者数が減少し、『聯合報』との合併を模索するが、協議が成立せず、多額の負債を抱えた『中時晩報』は2005年10月31日を以って停刊となった。
しかし2006年8月17日からは電子新聞に生まれ変わり、『今日晩報』の名称で『中時電子報』ページで復活した。